# Reinhardt Wagner
 (juillet 2021).
Si vous disposez d'ouvrages ou d'articles de référence ou si vous connaissez des sites web de qualité traitant du thème abordé ici, merci de compléter l'article en donnant les références utiles à sa vérifiabilité et en les liant à la section « Notes et références ».
Pour les articles homonymes, voir Wagner.
Reinhardt Wagner, né le 26 avril 1956 à Paris, est un compositeur français. 

## Biographie
Après une formation musicale au Conservatoire d'Orléans (solfège, guitare classique, piano) puis au Conservatoire national supérieur de musique de Paris (histoire de la musique, esthétique et analyse musicale), il étudie l'harmonie et le contrepoint sous la direction d'Yvonne Desportes, compositrice ayant reçu un prix de Rome. Il suit aussi les cours du Collège de France avec Pierre Boulez sur le concept d'écriture. 
Il participe régulièrement à des jurys (conservatoires et festivals de cinéma).
Reinhardt Wagner est le père d’Héloïse Wagner, comédienne et chanteuse (fille de la comédienne Tania Torrens).

## Cinéma
Il écrit sa première musique de film en 1983 La Crime, réalisé par Philippe Labro. Les films s'enchaînent, avec des réalisateurs d'une grande fidélité tels que Jean-Jacques Beineix, Jean-Michel Ribes, Jacques Rozier, Pascal Thomas, Romain Goupil ou Christophe Barratier.
Il fait régulièrement des caméo dans les films pour lesquels il écrit la musique.

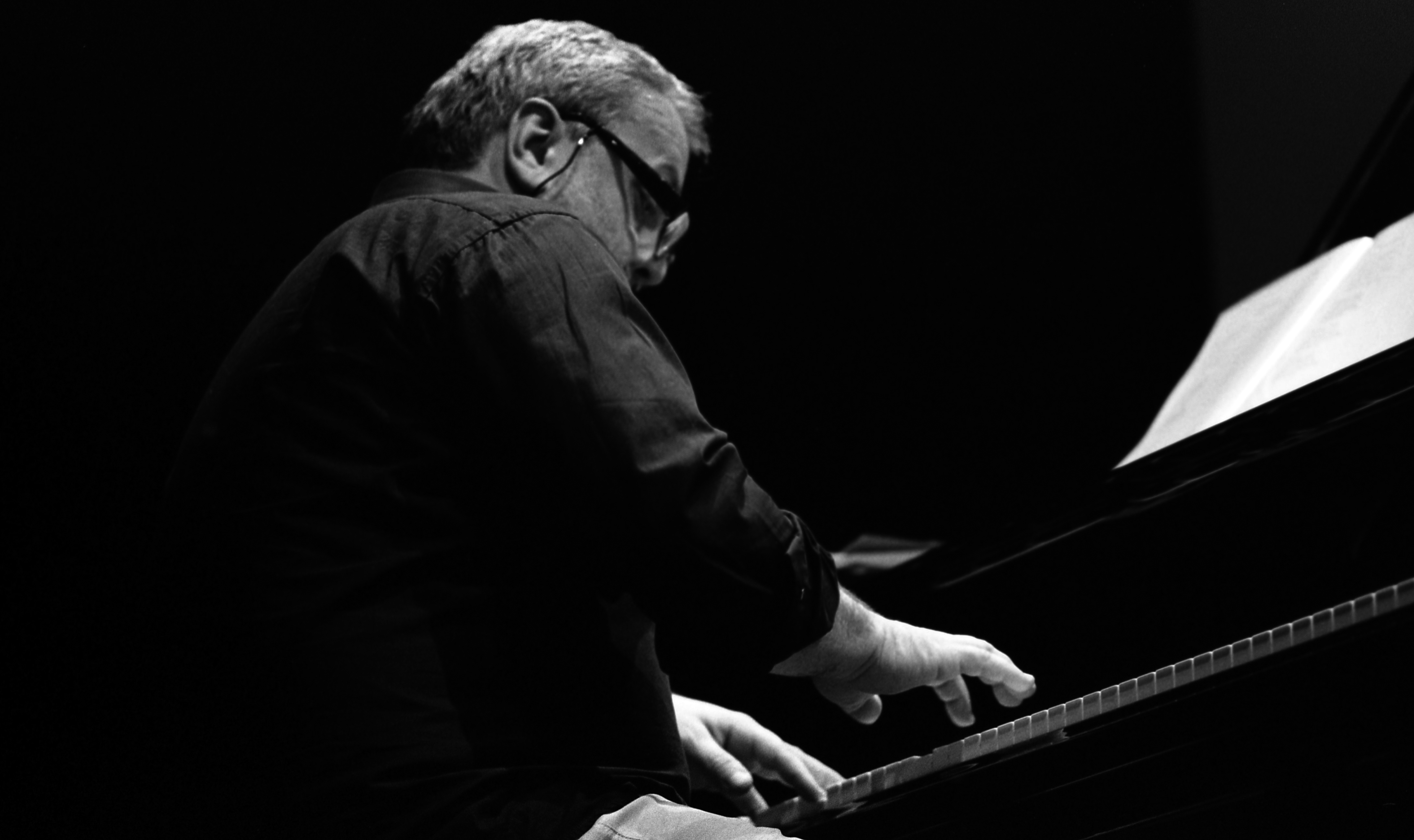
Reinhardt au piano

En février 2009, il reçoit à l’Espace Cardin (Paris) lors de la Xe Cérémonie des Étoiles d’or du Cinéma. « l’Étoile d’or du Compositeur de Musique originale de film français 2008 » pour la bande originale du film Faubourg 36, de Christophe Barratier.
Suivra une nomination aux César pour la meilleure musique originale pour le film Faubourg 36.
En novembre 2008, Christine Albanel, ministre de la Culture, le fait chevalier des Arts et des Lettres. 
En 2010, Loin de Paname, chanson dont il a composé la musique (texte de Frank Thomas, interprétation Nora Arnezeder) pour la B.O. de Faubourg 36, est nommée pour l'Oscar de la meilleure chanson.

## Filmographie

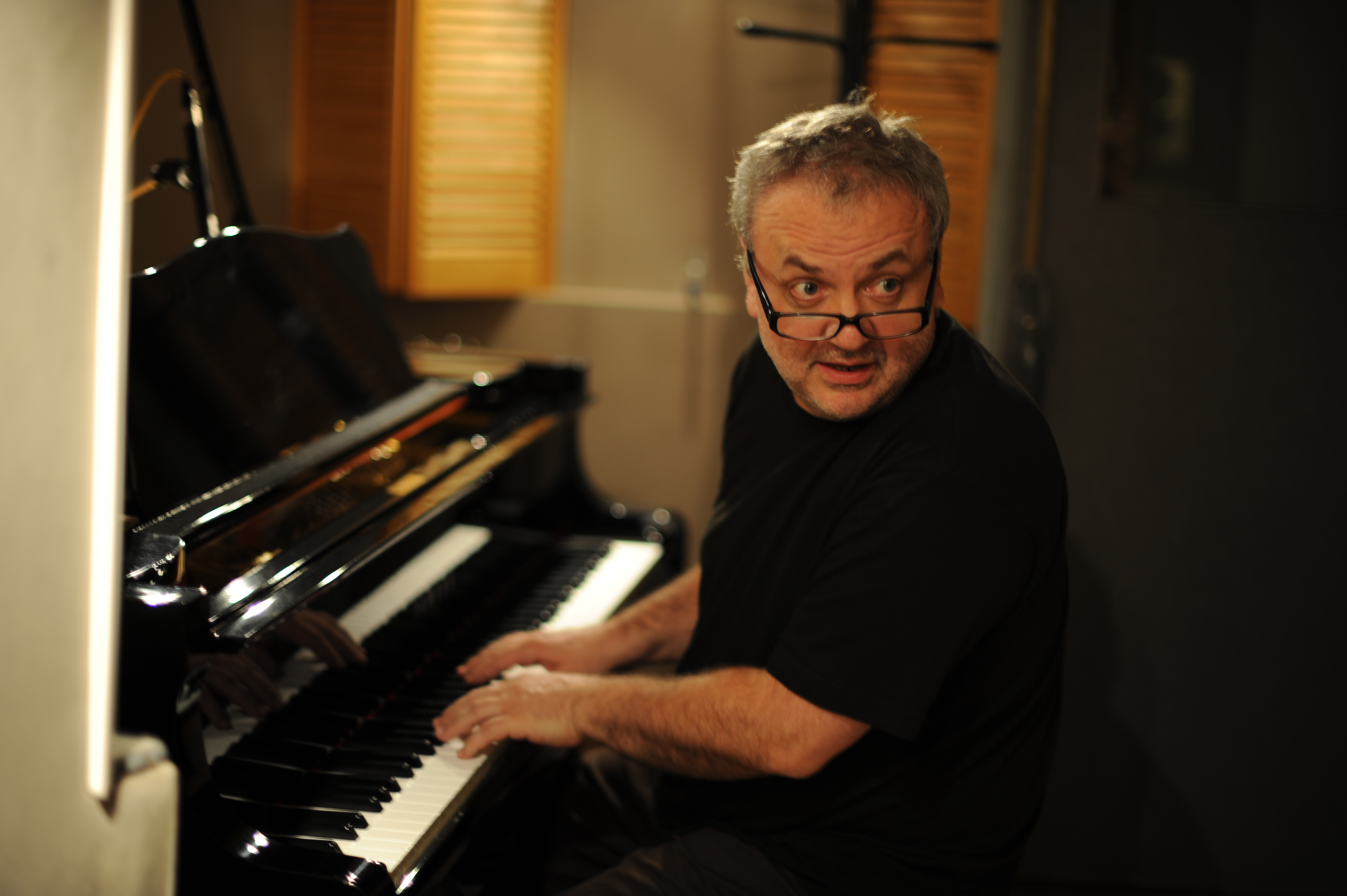
Portrait au piano

### Cinéma

#### Longs métrages
- 1984 : La Crime de Philippe Labro
- 1989 : Roselyne et les Lions de Jean-Jacques Beineix
- 1989 : Marquis de Henri Xhonneux et Roland Topor
- 1990 : Maman de Romain Goupil
- 1990 : Dans la soirée (Verso sera) de Francesca Archibugi
- 1990 : Joséphine en tournée de Jacques Rozier
- 1991 : Mima de Philomène Esposito
- 1992 : Coyote de Richard Ciupka
- 1993 : Villégiature de Philippe Alard
- 1996 : Asphalt Tango de Nae Caranfil
- 1999 : Cinq minutes de détente de Tomas Roméro
- 1999 : La Dilettante de Pascal Thomas
- 2001 : Fifi Martingale de Jacques Rozier
- 2001 : Mortel Transfert de Jean-Jacques Beineix
- 2003 : Rien, voilà l'ordre de Jacques Baratier
- 2003 : Rien que du bonheur de Denis Parent
- 2005 : Mon petit doigt m'a dit de Pascal Thomas
- 2006 : Le grand appartement de Pascal Thomas
- 2007 : L'Heure zéro de Pascal Thomas
- 2008 : Faubourg 36 de Christophe Barratier
- 2008 : Musée haut, musée bas de Jean-Michel Ribes
- 2008 : Le crime est notre affaire de Pascal Thomas
- 2009 : Bambou de Didier Bourdon (cocompositeur avec Éric Chevallier)
- 2010 : Mumu de Joël Séria
- 2010 : Ensemble, nous allons vivre une très, très grande histoire d'amour... de Pascal Thomas
- 2011 : Associés contre le crime de Pascal Thomas
- 2011 : Jeanne d'arc de Carl Th. Dreyer (1928)
- 2013 : Heart found de Cyril Rigon
- 2014 : Brèves de comptoir de Jean-Michel Ribes
- 2014 : Valentin Valentin de Pascal Thomas
- 2021 :  Vie et morts de Max Linder d'Edward Porembny
- 2024: Le voyage en pyjama de Pascal Thomas

#### Documentaires
- 1993 : Otaku : fils de l'empire du virtuel de Jean-Jacques Beineix
- 1994 : Place Clichy sans complexe de Jean-Jacques Beineix
- 1997 : Assigné à résidence de Jean-Jacques Beineix
- 2011 : Un certain M.Joinet de Frantz Vaillant (Laurier de l'audiovisuel 2011)
- 2015 : Pierre Delaye de Sylvie Cozzolino
- 2015 : Il était une fois la télé, 30 ans après de Marie-Claude Treilhou
- 2016 : Retour à la vie de Sylvie Cozzolino

#### Courts métrages
- 1982 : Une histoire dérisoire de Michel Campioli
- 1992 : Découverte de Laurent Merlin
- 1994 : Éternelles d'Érick Zonca
- 1998 : Le Bon Coin de Jacques Richard
- 2000 : La Dame pipi de Jacques Richard d'après la nouvelle « Journal intime » de Roland Topor
- 2009 : Looking for Steven Spielberg de Benjamin Guillard
- 2011 : Rêve du 1er avril 1999
- 2011 : Gabin le mime de Cyril Rigon
- 2014 : Chaque jour est une petite vie d'Albane Fioretti et Lou-Brice Léonard
- 2014 : Adieu Manon de Frantz Vaillant

### Télévision

#### Séries télévisées
- 2011-2014 : La smala s'en mêle (7 épisodes)

#### Téléfilms
- 1993 : La Lettre inachevée de Chantal Picault
- 1996 : L'Embellie de Charlotte Silvera
- 1997 : Un homme digne de confiance de Philippe Monnier
- 2001 : Dans la gueule du loup de Didier Grousset
- 2003 : Retour aux sources de Didier Grousset
- 2003 : Il court, il court, le furet de Didier Grousset
- 2004 : Les Passeurs de Didier Grousset
- 2005 : Mariés ou presque de Didier Grousset
- 2005 : Le chapeau du petit jésus de Didier Grousset
- 2006 : Sur le chemin de Compostelle de Didier Grousset
- 2018 : La garde nationale de Jean-Marc Surcin

## Théâtre, opéra & radio
- 2024/2025	: Zazie dans le métro  d’après Raymond Queneau, comédie musicale Zabou Breitman/Reinhardt Wagner Théâtre d’Amiens puis en tournée[2].
- 2021 :  Comment va la vie ?    comédie musicale radiophonique, Zabou Breitman/Reinhardt Wagner France-musique
- 2019/2020 : Poil de carotte,d'après Jules Renard, Fantaisie lyrique.Opéra de Montpellier. M.e.s Zabou Breitman
- 2019 : Folie Ribes/Topor/Wagner Théâtre musical.(Théâtre du Rond-Point).M.e.s Jean-Michel Ribes.
- 2018 : Création à l’Opéra de Montpellier de : « Il est grand temps de rallumer les étoiles », un Cabaret-Cantate sur Guillaume Apollinaire .
- 2017 : Sulki et Sulku de Jean-Michel Ribes. (Théâtre du Rond-Point). M.e.s J.M Ribes.
- 2016 : Par delà les marronniers de Jean-Michel Ribes au théâtre du Rond-Point et en tournée.
- 2016 : Cabaret-Picasso de Reinhardt Wagner (m.e.s Manon Elezaar) pour les 30 ans du musée Picasso.Théâtre de poche Montparnasse et en tournée.
- 2015 : Kiki de Montparnasse Théâtre musical d'après les mémoires de KIKI mise en scène de Jean-Jacques Beineix avec Héloise Wagner au Lucernaire.
- 2012 : Théâtre sans animaux de Jean-Michel Ribes au théâtre du Rond-Point.
- 2012 : Le fil à la patte de G.Feydeau, mise en scène de Jean-Claude Fall.(en tournée)
- 2011 : René l'énervé opéra bouffe et tumultueux de Jean-Michel Ribes, compositeur Reinhardt Wagner, Théâtre du Rond-Point
- 2010 : Les Nouvelles Brèves de comptoir de Jean-Marie Gourio, mise en scène Jean-Michel Ribes, Théâtre du Rond-Point
- 2009 : Yaacobi et leidental d 'Hanoch Levin, mise en scène de Frederic Bélier-Garcia, Nouveau théâtre d'Angers et tournée

En mai 2008, il rend hommage à son ami disparu Roland Topor et remonte sur les planches du théâtre du Rond-Point à Paris. Ce sera Signé Topor, mise en scène Jean-Louis Jacopin.
En 2005, il apparaît sur scène au Théâtre du Rond-Point à Paris, puis en tournée, aux côtés de François Morel dans le spectacle Collection particulière, mis en scène par Jean-Michel Ribes. On le voit alors au piano jouer ses compositions sur des textes de François Morel et donner la réplique au comédien.
- 2005 : Collection particulière avec François Morel (Mise en scène Jean-Michel Ribes) Théâtre du Rond-Point et tournée
- 2004 : Joséphine et les ombres (Conte lyrique pour voix et orchestre sur livret de Roland Topor) CD le chant du monde
- 1992 : Ubu roi d'Alfred Jarry, mise en scène Roland Topor, Théâtre national de Chaillot
- Katerine Barker de Jean Audureau, mise en scène Jean-Louis Thamin, Théâtre de la Commune
- La Cuisse du stewart de Jean-Michel Ribes, Théâtre de la Renaissance
- Hélène de Jean Audureau, mise en scène de Jean-Louis Thamin, Comédie-Française
- 1981 : pianiste répétiteur à la Comédie Française sur la pièce de Jean Audureau: A Memphis, il y a un homme d’une force prodigieuse mise en scène par Henri Ronse

## Discographie
- Musiques de films composées et dirigées par Reinhardt Wagner (DSC 593591)
- Souvenirs Diana Doherty (Hautbois et orchestre) (ABC Classics)
- Roselyne et les Lions musique du film de Jean-Jacques Beineix (Virgin)
- Les trois contre-ténors Orchestration et direction musicale de Bizet/Massenet/Bernstein/Saint-Saens/etc. par Andreas Scholl, Dominique Visse, Pascal Bertin (CD Harmonia Mundi)
- Joséphine et les ombres conte lyrique sur un livret de Roland Topor (Chant du monde)
- Mortel transfert musique du film de Jean-Jacques Beineix (Cargo films)
- Les passeurs musique du téléfilm de Didier Grousset (XIII bis Records)
- Mon petit doigt m'a dit musique du film de Pascal Thomas (Austerlitz)
- Le crime est notre affaire musique du film de Pascal Thomas (Milan)
- Associés contre le crime musique du film de Pascal Thomas (Milan)
- Mumu musique du film de Joél Séria (Jade)
- Faubourg 36 musique du film de Christophe Barratier (Mercury)
- René l'énervé Opéra bouffe livret Jean-Michel Ribes (CD Silène)
- Ensemble nous allons vivre une très très grande histoire d'amour musique du film de Pascal Thomas (Jade)
- Collection particulière Chansons: textes et interprétation: François Morel (Polydor/Universal)
- Musiques de films de Reinhardt Wagner (Milan)
- Kiki de Montparnasse Héloise Wagner.14 chansons sur des textes Frank Thomas (Milan/Universal).
- Il est grand temps de rallumer les étoiles Cabaret-Cantate, Cabaret Apollinaire, récitant: Denis Lavant,Tania Torrens.(Cristal groupe).

## Chansons
- Anne Baquet 5 chansons sur des textes de Frank Thomas/Roland Topor/François Morel (JTD prod)
- Cabaret Topor 20 Chansons sur des textes de Roland Topor interprétées par Guesch Patti
- Collection particulière Album sur des textes de François Morel (CD Universal)
- Faubourg 36 14 chansons sur des textes de Frank Thomas interprétées par : Nora Arnezeder, Gérard Jugnot, Kad Merad, Clovis Cornillac (CD Mercury Universal)
- Loin de paname et Attachez-moi du film Fbg 36 adaptées par Shuji Kato interprétée par Kayoko Okayama (AFJC records)
- Le soir des lions 7 chansons textes et interprétation François Morel (CD Polydor)
- Ensemble (chansons du film de Pascal Thomas) interprétée par Guesch Patti et Les mains des hommes (CD Jade)
- Dont' give a fuck Blaq Poet (CD Year round records)
- René l'énervé Opéra bouffe et tumultueux sur un livret de Jean-Michel Ribes (CD Silène)
- Kiki de Montparnasse Héloise Wagner 14 chansons sur des textes Frank Thomas (Milan/Universal).
- Il est grand temps de rallumer les étoiles Cabaret-Cantate Frank Thomas/Reinhardt Wagner/Guillaume Apollinaire (Cristal groupe).

## Distinctions

### Décoration
- Officier de l'ordre des Arts et des Lettres (2025)[3]

### Récompenses

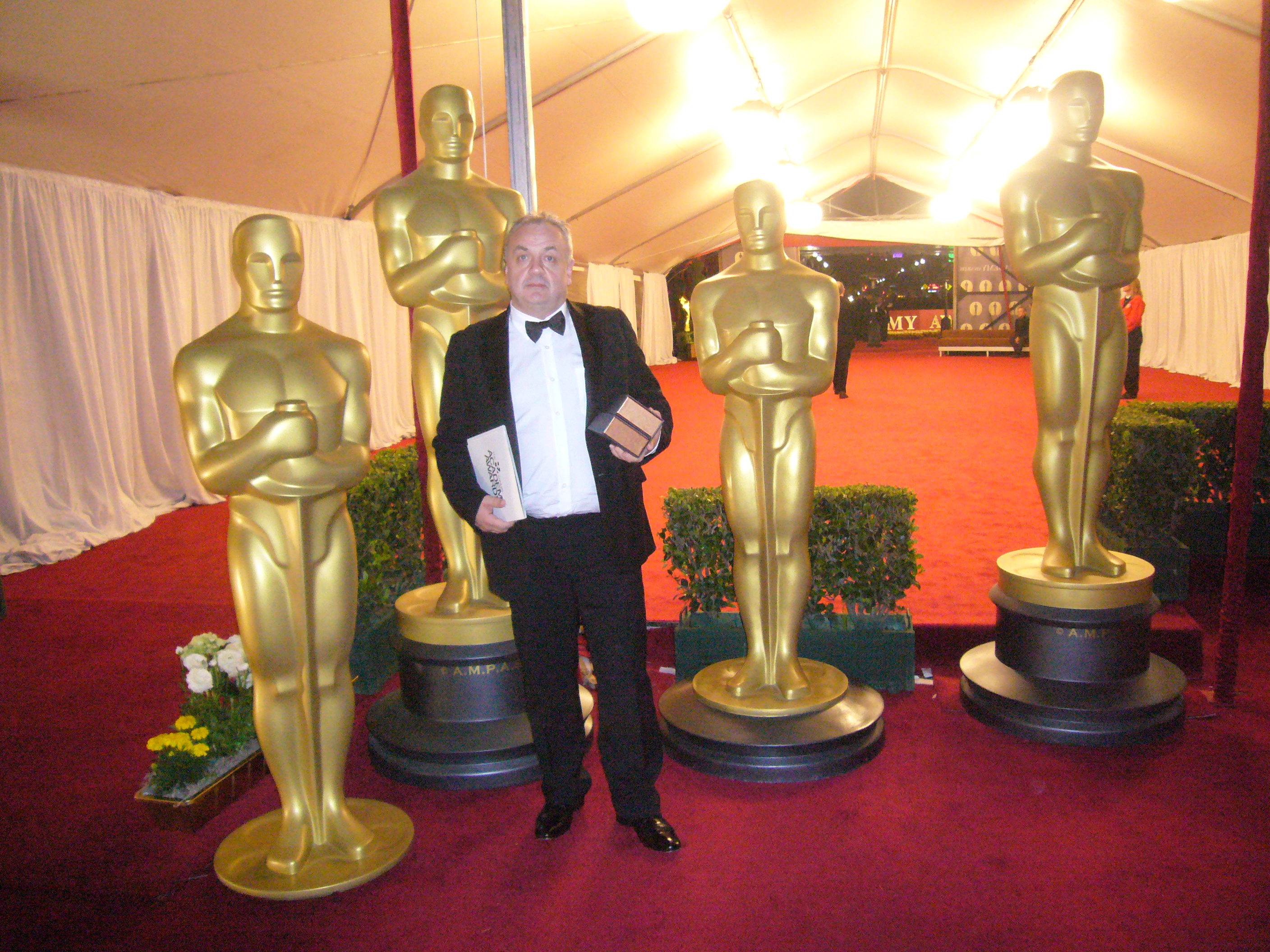
Cérémonie des Oscars 2010

- 2004 : Prix Charles Cros : Joséphine et les ombres sur un texte de Roland Topor
- 2009 : Étoile d’or du compositeur de musique originale de films français pour Faubourg 36 de Christophe Barratier
- 2009 : Chevalier des Arts et des Lettres
- Prix du Syndicat de la critique 2024 : Prix du meilleur compositeur de musique de scène pour Zazie dans le métro de Raymond Queneau, mise en scène de Zabou Breitman[4]

### Nominations
- 2006 : Prix France Musique-UCMF pour Mon petit doigt m'a dit de Pascal Thomas
- 2007 : Prix Raimu de la musique de film pour Le grand appartement de Pascal Thomas
- César 2009 : César de la meilleure musique écrite pour un film pour Faubourg 36
- Oscars 2010 : Oscar de la meilleure chanson originale pour Loin de Paname dans Faubourg 36